# Neuvic-Entier
Neuvic-Entier ist eine Gemeinde in Frankreich. Sie gehört zur Region Nouvelle-Aquitaine, zum Département Haute-Vienne, zum Arrondissement Limoges und zum Kanton Eymoutiers. Sie grenzt im Norden an Bujaleuf, im Osten an Eymoutiers, im Südosten an Sainte-Anne-Saint-Priest, im Süden an Châteauneuf-la-Forêt, im Südwesten an Linards, im Westen an Roziers-Saint-Georges und im Nordwesten an Masléon.

## Bevölkerungsentwicklung
| Jahr      | 1962 | 1968 | 1975 | 1982 | 1990 | 1999 | 2008 | 2013 |
| --------- | ---- | ---- | ---- | ---- | ---- | ---- | ---- | ---- |
| Einwohner | 1474 | 1372 | 1218 | 1042 | 1045 | 1025 | 964  | 911  |

## Sehenswürdigkeiten
- Schloss von Neuvic-Entier
- Kirche Saint-Jean-Baptiste aus dem 13. Jahrhundert, seit 1992 Monument historique